# Tito Paris
Tito Paris (Mindelo (São Vicente), 30 mei 1963) is een Kaapverdiaans zanger, songwriter, gitarist en multi-instrumentalist.
Paris kwam uit een muzikale familie. Hij speelde in Kaapverdië vaak gitaar in cafés en clubs. Op 19-jarige leeftijd verhuisde Paris naar Lissabon. Hij was hiertoe uitgenodigd door de  Kaapverdische zanger Bana en speelde enige tijd mee in Bana's band Voz de Cabo Verde.
Zijn debuutalbum Fidjo Maguado (1987) was volledig instrumentaal. Op dit album speelde hij gitaar, piano, cavaquinho, percussie en synthesizer. Hij formeerde daarna een band waarmee hij zijn volgende albums uitbracht.
Paris heeft veel samengewerkt met andere muzikanten. Hij produceerde en arrangeerde voor Cesária Évora, speelde in de bands van Cesária Évora, Bana en Maria de Barros en toerde met Mariza.
Op zijn albums combineert Paris traditionele Kaapverdische stijlen als morna, coladeira en funaná met andere stijlen zoals bossanova, samba, salsa, blues en soul. De muziek van Paris is meestal dansbaar, maar er is ook ruimte voor langzame morna's. Kenmerkend voor Paris is verder zijn elegante, verfijnde en sensuele stijl. Zijn vocalen worden omschreven als zacht en aards.
Songlines noemde Paris "een sleutelfiguur in de Kaapverdische muziek van de afgelopen drie decennia" en "een van de meest gerespecteerde songwriters en producenten uit zijn land". Allmusic noemde Paris "een uitstekend songwriter" en een "uitzonderlijk begaafde zanger en gitarist".

## Discografie
| 1987 | Fidjo Maguado               | 1. Noti di Mindel 2. Sês Odjos é Pret é Doce 3. Grit D` Povo 4. Ponto do Sol 5. Papa Juquim Paris 6. Serenata 7. Fidjo Maguado 8. Hora de Bai 9. DISPIDIDA 10. Mi Na Mei Di Mar 11. Sabino Largáme 12. Carnaval Dintintaçon 13. Quem Bo é |
| 1994 | Dança Ma Mi Criola          | 1. O Pretinha 2. Dança ma mi Criola 3. Estrela Linda 4. Regresso 5. Vitor 6. Coregem Ermum 7. Otilia Otilio 8. Curti Bo Life 9. Day Amor 10. Mae Querida 11. Nina 12. Contam Bo Dor                                                       |
| 1996 | Graça De Tchega             | 1. Um Ten Graca De Tchega 2. No Intende 3. Joana Rosa 4. Preto E Mi 5. Rainha Estrela 6. Marina 7. Mar Di Ilheu 8. Kantador 9. Um Cria Ser Un Poeta 10. Cartinha D'holanda 11. Um Paixao                                                  |
| 1998 | Ao vivo no B.Leza           | 1. Nhor Deus 2. O Pretinha 3. Mar Di Ilheu 4. Verdeaninha 5. Curti Bo Life 6. Mae Querida 7. Marina 8. Sodade 9. Um Ten Graça De Tchega 10. Dança Ma Mi Criola                                                                            |
| 1999 | Ao Vivo                     | 1. Luanda 2. Ódio e Pobreza 3. Rosa Engeitada 4. Boa Viagem 5. Raposódias de Mornas 1. Verdianinha 2. Estrela di nha Peito 3. Nha Terra 6. Tudo sis Nome 7. Anjo Negra 8. 80 Mil Odioso 9. Cartinha D`Holanda 10. Mãe Querida             |
| 2002 | Guilhermina                 | 1. Guilhermina 2. Um Gostá Di Bô 3. Rosto Di Morena 4. Era Um Sonho 5. Na Caminho Di Sandomingos 6. Ondas Di Bô Corpo 7. Criolo Ca Tem Patron 8. Padoce Di Ceú Azul 9. Febri Di Funáná 10. Elisa Gomara Saia                              |
| 2005 | Acústico (African Edition)  | 1. Morna PPV 2. Nha Sina 3. Ondas di bô Corpo 4. Que vida (inédito) 5. Um gosta di bô 6. Victor 7. Estrela Linda 8. Otilia/Otilio 9. Sodade 10. Poema Tropical 11. Clarisse (com Paulo Flores) 12. Febre di Funana                        |
| 2007 | Acústico (European Edition) | 1. Morna PPV 2. Nha Sina 3. Ondas di bô Corpo 4. Que vida 5. Victor 6. Estrela Linda 7. Otilia/Otilio 8. Sodade 9. Poema Tropical 10. Febre di Funana 11. Tchapeu di Padja 12. Xandinha 13. Galo Bedjo                                    |
| 2010 | Mozamverde                  | |
| 2017 | Mim ê Bô                    | |